# Ruben Figueiró
Ruben Figueiró de Oliveira (Rio Brilhante, 3 de outubro de 1931) é um político brasileiro filiado ao Partido da Social Democracia Brasileira (PSDB).
Bacharelou-se em Direito pela Faculdade de Direito do Rio de Janeiro, da antiga Universidade do Distrito Federal, atual UFRJ em 1957. Iniciou suas atividades parlamentares como deputado estadual pelo Mato Grosso em 1970. Foi reeleito em 1974, tendo ocupado dentre outros encargos a liderança de seu partido (ARENA) e do governo na Assembleia Legislativa. Com a criação do estado de Mato Grosso do Sul foi eleito deputado federal pelo novo estado. Em 1982 foi reeleito deputado federal pela legenda do PMDB. Em 1986, foi novamente reeleito concomitantemente como constituinte à Assembleia Nacional, sendo um dos seus subscritores.
Exerceu atividades políticas desde muito jovem. Na década de 40, enquanto aluno do Colégio Dom Bosco foi dirigente da União Campo-Grandense de Estudantes (UCE). Na década de 50  participou como membro atuante da União Colégio Mackenzie (SP), do Centro Acadêmico Luiz Carpenter da Faculdade de Direito do Rio de Janeiro, da União Nacional dos Estudantes (UNE) e foi Presidente da Associação Mato-Grossense de Estudantes no Rio de Janeiro(AME). Foi ainda membro da União Democrática Nacional (UDN).
É de sua autoria a emenda que concedeu 1% da receita da União para a região Centro Oeste e que motivou a criação do Fundo de Desenvolvimento do Centro Oeste. Foi titular da Secretaria de Estado da Agricultura e Pecuária. Foi Conselheiro do Tribunal de Contas do Estado de Mato Grosso do Sul. Assumiu o mandato de Senador de República por Mato Grosso do Sul, devido a licença médica do titular Antonio Russo.